# تالاب لیپار
تالاب لیپار یا تالاب صورتی در سواحل مکران، چابهار ایران قرار دارد.
این دریاچه که از رودهای کوچک اطراف تشکیل شده به رنگ صورتی است و رنگ آن به علت وجود پلانکتون‌ها در آن است. در این تالاب، اما پوشش گیاهی زیادی از جمله درختچه‌های گز، حرا و چش روییده‌است. 
این تالاب به دلیل سیاست‌های اشتباه برنامه ریزان و مسئولان در خطر از بین رفتن رنگ صورتی آن برای همیشه قرار گرفته است. احداث جاده و سد از عوامل این فاجعه زیست‌محیطی هستند.
تاریخچه تالاب لیپار صورتی رنگ در سال ۱۳۶۲ با پیشنهاد آقای دادکریم شیخ زاده که یکی از اهالی روستای دمبدف است با حمایت وزارت نیرو و دستگاه های کشاورزی همچنین با کمک مردم روستا احداث شد. این تالاب در اوایل احداث خود بسیار بارندگی خوبی داشت که همین امر موجب شد تا پرندگان مهاجر و غیر بومی به این تالاب مهاجرت و زندگی کنند.
اما با گذشت چندین سال این شهر با کم آبی و خشکسالی مواجه شد که همین علت یکی از خطرناک ترین تهدید ها برای این تالاب می باشد. تعداد پلانکتون های گیاهی در ماه های خرداد و شهریور در تالاب بسیار زیاد می شود که همین امر در تغییر رنگ آب تالاب نقش دارد. همچنین وجود گونه ای به نام نوکتیلوکا میلیاروس در اوایل ماه های بهمن تا مهر باعث پدیده ی جزر و مد قرمز در خلیج گواتر می شود.

## موقعیت
تالاب لیپار در استان سیستان و بلوچستان، ۲۰ کیلومتری جاده چابهار به خلیج گواتر واقع شده‌است.
برای دسترسی به تالاب لیپار باید از مسیر روستای رمین اقدام کرد. این روستا در ۱۵ کیلومتری شهرستان چابهار قرار دارد. هم‌چنین برای دسترسی به این روستا باید از جاده ساحلی چابهار به‌سمت خلیج گواتر استفاده شود.
نوار ساحلی کلات رود به تالاب لیپار منتهی می‌شود.

## ویژگی
از اواسط خرداد تا شهریور ماه موجب افزایش تعداد پلانکتون‌ها و پررنگ‌تر شدن رنگ صورتی آب دریاچه می‌شود. تعداد پلانکتون‌ها در آذرماه عملاً به بیشترین حد خود می‌رسد. آب این دریاچه به شدت مزه شوری دارد.
این تالاب از منحصر به فردترین پدیده‌های سواحل مکران در سیستان و بلوچستان است که به باور کارشناسان تنها چهار نمونه مشابه آن در جهان وجود دارد؛ رنگ این تالاب به‌دلیل فعل و انفعالات پلانکتون‌های گیاهی خاص آن و مواد معدنی جنس خاک، ۵ ماه از سال به‌رنگ صورتی است.
کارشناس گردشگری و بوم گردی سواحل مکران می‌گوید: 
| « | «تالاب لیپار نتیجه جمع شدن آب‌های سطحی و بارانی خور گواتر است؛ این آب‌ها قبل آنکه به دریا بریزند؛ در تالاب لیپار جمع می‌شوند و به‌دلیل نوع و فراوانی پلانکتون‌های این تالاب که از نوع پلانکتون‌های گیاهی است، مواد آلی و معدنی خاک آنجا و هم‌چنین جریان‌های دریایی فصل مونسون، رنگ تالاب در ماه‌های بهمن، اسفند، فروردین، شهریور و مهر به رنگ صورتی در می‌آید.» | » |

## محیط زیست و پوشش گیاهی
فلامینگو، حواصیل سفید و خاکستری، باقرقره، عقاب دشتی، چنگر، کشیم، باقرقره، طاووسکن، خوتکا و تیهو از جمله پرندگان این تالاب هستند. در این تالاب، اما پوشش گیاهی زیادی از جمله درختچه‌های گز، حرا و چش روییده‌است.

## جاذبه گردشگری
لیپار تنها راه درآمد بومیان کنار تالاب است؛ به‌گواه آمار و ارقام معاونت گردشگری منطقه آزاد چابهار، سالانه حداقل ۱۰۰ هزار نفر از این تالاب دیدن می‌کنند و این گردشگران با خرید نمک و صنایع دستی بومیان اطراف، تنها راه درآمد آن‌ها هستند. بهترین زمان برای بازدید از تالاب لیپار از اواسط زمستان تا بهار است.

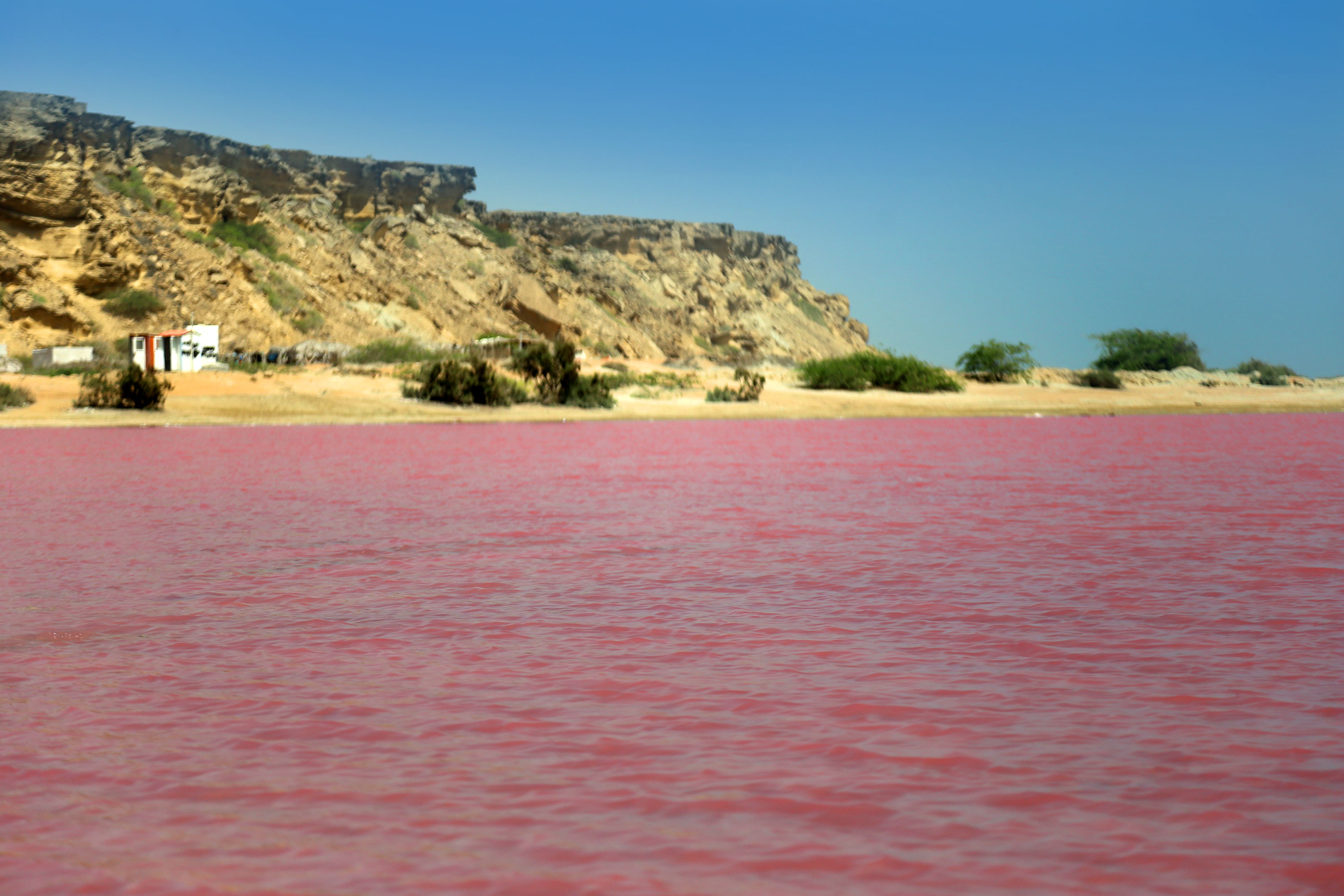